# 高良同學與天城同學
《高良同學與天城同學》是はなげのまい所著日本BL漫画。簡稱「高天」。相同作者的另一本漫畫「兄貴の友達」為同一世界觀。

## 概要
優點是開朗的高中生・天城太一和同班帥哥・高良瞬偶然地一同成為了環境委員而進行活動。因那次不自覺地說出的喜歡，天城發現自己對高良的愛慕。自己也驚訝地打算解釋，但高良意外地提出交往。他們因此而開始交往。但是因為偷聽到高良被告白後的回應、看到高良應付的冷淡態度和沒被説過喜歡，天城不禁胡思亂想，對高良保持距離。其實高良是更會自然地被天城吸引目光程度地喜歡他。最後因高良重新告白而正式交往。
雖然正式成為情侶之後，表情還是毫無改變，但是內心十分溺愛天城的高良和不禁掉入沼澤的開朗天城，重複着一邊被朋友牽連，一邊互相交流不足的情侶生活。

## 廣播劇

### 主要人物
高良瞬（たから しゅん）
聲：前田誠二
帥氣高中2年生。金髪。面癱。
天城太一（あまぎ たいち）
聲：佐藤元
普通、不顯眼的開朗高中2年生。黒髪。暱稱是「あまりん」。
柿本健（かきもと けん）
聲：熊谷健太郎
高校2年生。
田中優也（たなか ゆうや）
声：土田玲央
高中1年生。和相差一歲的哥哥・隼人不合。和哥哥上不一樣的高中。被哥哥的朋友叫「田中弟」（たなかおとうと）。

### 朋友們
田中隼人（たなか はやと）
聲：合田葵
高良的朋友友達。優也的哥哥。很會帶動氣氛。中分。
香取（かとり）
聲：佐藤拓也
天城 小學到現在的朋友、「心之友」。帶着眼鏡。
山崎（やまざき）
天城的朋友友達。雖然會疼愛天城，但是會苛刻地對待香取。暱稱是「ザッキー」。
瀬川（せがわ）
高良的朋友。雖然漂亮，但性格不好又毒舌。
土井（どい）
高良・天城的同班女同學。

## 書誌資訊
- はなげのまい「高良くんと天城くん」KADOKAWA〈キトラコミックス〉、既刊3卷（截至2022年4月）
  1. 「1巻」2021年2月17日出版[6][7]、ISBN 978-4-04-604901-8
  2. 「1.5巻」2021年11月17日出版[8]、ISBN 978-4-04-605513-2
  3. 「2巻」2022年4月20日出版[9]、ISBN 978-4-04-605315-2
- はなげのまい「高良同學與天城同學」台灣角川、既刊1卷（截至2022年10月）
  1. 2022年10月13日出版[10] ISBN 9786263218932
- はなげのまい「兄貴の友達」KADOKAWA〈キトラコミックス〉、既刊2卷（截至2022年7月）
  1. 2021年7月21日出版[11]、ISBN 978-4-04-605367-1
  2. 2022年7月21日出版[12]、ISBN 978-4-04-605851-5

## 電視劇
2022年7月14日，發表電視劇改編以及主演為佐藤新（IMPACTors）和織山尚大（少年忍者）。同年8月19日（18日深夜）至10月14日（13日深夜）在每日放送「Dramashower」時段播出。

### 主演
- 高良瞬：佐藤新
- 天城太一：織山尚大
- 田中：小宮璃央[* 1]
- 香取：鈴木康介（日语：鈴木康介）[* 1]
- 山崎：那須泰斗[* 1]
- 瀨川：坂井翔[* 1]
- 土井：坂口風詩（日语：坂口風詩）[* 1]

### 工作人員
- 編劇 / 導演：吉野主
- 配樂：小内喜文 / 渡辺亮希
- 片頭曲：Sano ibuki（日语：Sano ibuki）「twilight」[13]
- 片尾曲：中山優馬「Squall」[14]
- 制作公司：Video Planning
- 製作：「高良同學與天城同學」製作委員会 / MBS

### 書籍出典
1. ↑  はなげのまい 2021b，第4頁，「登場人物紹介」.
2. ↑  はなげのまい 2021a，第102頁，「第5話」.
3. 1 2 3 4  はなげのまい 2021b，第5頁，「登場人物紹介」.
4. ↑  はなげのまい 2021a，第40頁，「第2話」.
5. ↑  はなげのまい 2021b，第34頁，「短編集その7」.
6. ↑  . コミックナタリー (ナターシャ). 2021-02-17  [2022-08-11]. （原始内容存档于2022-10-30）.
7. ↑  . コミックナタリー (ナターシャ). 2021-02-17  [2022-08-11]. （原始内容存档于2022-10-30）.
8. ↑  . コミックナタリー (ナターシャ). 2021-11-17  [2022-08-11]. （原始内容存档于2021-11-26）.
9. ↑  . コミックナタリー (ナターシャ). 2022-04-20  [2022-08-11]. （原始内容存档于2022-10-30）.
10. ↑  . 博客來.   [2022-11-09]. （原始内容存档于2022-11-09）.
11. ↑  . コミックナタリー (ナターシャ). 2021-07-21  [2022-08-11]. （原始内容存档于2021-11-28）.
12. ↑  . コミックナタリー (ナターシャ). 2022-07-21  [2022-08-11]. （原始内容存档于2022-10-30）.
13. ↑  . コミックナタリー (ナターシャ). 2022-08-02  [2022-08-11]. （原始内容存档于2022-10-30）.
14. ↑  . コミックナタリー (ナターシャ). 2022-08-11  [2022-08-12]. （原始内容存档于2022-10-30）.

1. 1 2 3 4 5  . コミックナタリー (ナターシャ). 2022-08-05  [2022-08-11]. （原始内容存档于2022-10-30）.

## 外部連結
- 高良同學與天城同學 （页面存档备份，存于） - 漫畫連載網站
- 兄貴の友達 （页面存档备份，存于） - 漫畫連載網站
- 漫畫的X（前Twitter）
- 電視劇的X（前Twitter）